# Wolseley Motors

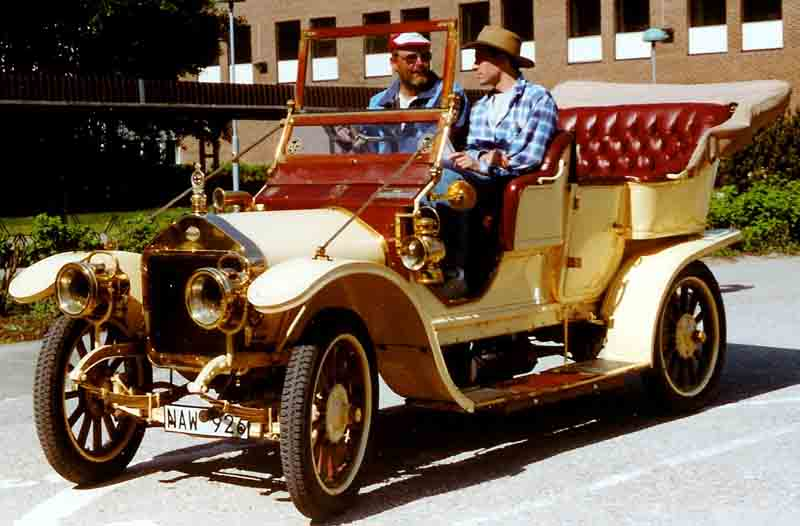
1909 Wolseley-Siddeley

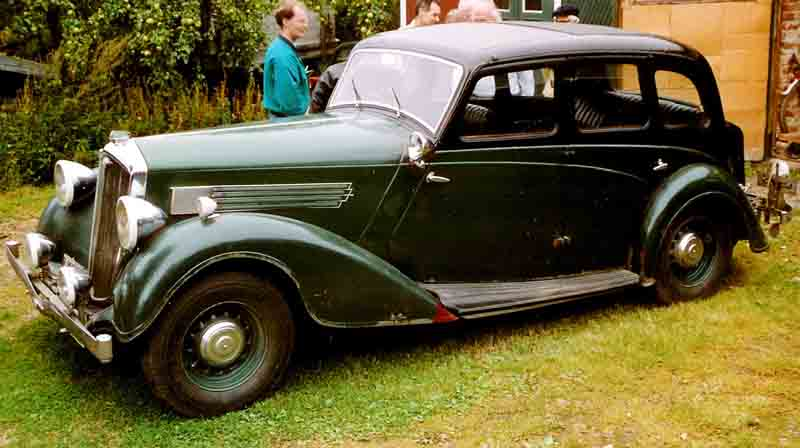
1937 Wolseley 25 hp

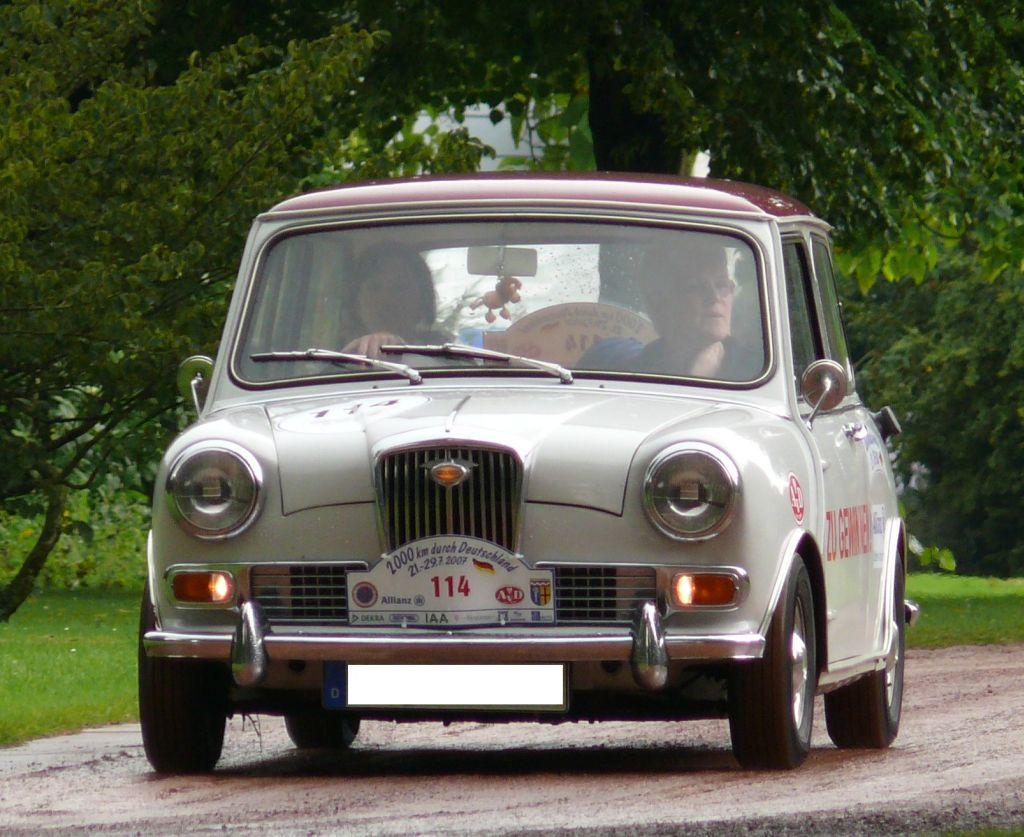
1965 Wolseley Hornet

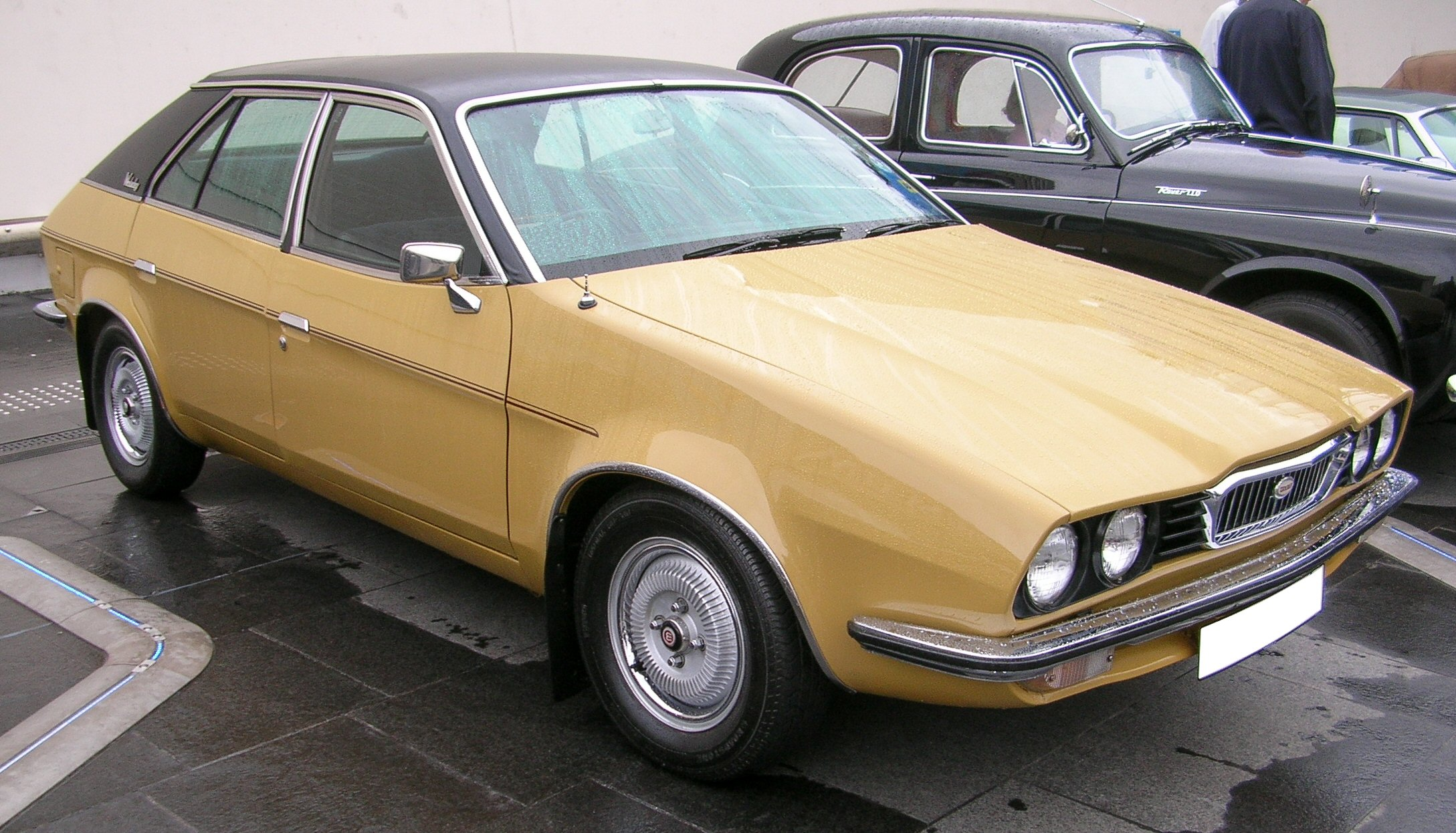
1975 Wolseley Saloon

Wolseley Motors var en brittisk biltillverkare som verkade mellan 1896 och 1975.

## Historia

### 1896–1918
Wolseley hade grundats i Australien på 1880-talet för att bygga fårklippningsmaskiner. Herbert Austin skickades till Birmingham för att starta upp en brittisk filial. Väl på plats fattade han intresse för billtillverkning och hans första modell stod klar 1896. Bildelen av verksamheten såldes till vapentillverkaren Vickers 1901. Austin kom snart i konflikt med de nya ägarna angående bilarnas konstruktion och lämnade företaget 1905 för att bygga bilar under eget namn. Som ersättare tog man i J D Siddeley och företagets bilar såldes under resten av första årtiondet som Wolseley-Siddeley.

### 1919–1939
Under första världskriget byggde Wolseley flygmotorer från Hispano-Suiza. Efter kriget drog man nytta erfarenheten och byggde moderna motorer med överliggande kamaxel och demonterbart topplock. 1926 gick Wolseley i konkurs och Vickers sålde företaget till William Richard Morris, efter ett anbudsförfarande där även Austin varit intresserade. W R Morris ägde Wolseley som privatperson och först i mitten av trettiotalet blev företaget officiellt en del av Nuffield Organisation. Men Wolseleys toppventilsmotorer spreds snart till Morris och MG. Under trettiotalet reducerades Wolseley gradvis till en lyxigare variant av Morris. 1933 kom för första gången det inifrån belysta kylarmärke, som framöver skulle känneteckna Wolseley. 1937 köpte Scotland Yard ett antal 18 hp, vilket blev starten på en trettioårig tradition bland brittiska polisen, att använda Wolseleys sexor som patrullbilar.

### 1940–1967
Efter andra världskriget flyttades produktionen till Morris-fabriken i Cowley. Wolseleys första efterkrigsbilar var mycket lika motsvarande Morris-version, men hade fortfarande motorer med överliggande kamaxel. Sedan British Motor Corporation bildats 1952, blev släktskapet med övriga BMC-produkter alltmer tydligt. Wolseley-bilarna blev en ”finare” version med allmänt bättre utrustning och traditionell brittisk inredning med läder och trä.

### 1968–1975
Efter bildandet av British Leyland Motor Corporation 1968, satsades allt mindre resurser på Wolseley. Sista bilen presenterades våren 1975 och var som vanligt en lyxigare version av motsvarande Austin och Morris. Ett halvår senare rationaliserades serien till en enda Princess-modell och märket Wolseley upphörde att existera.

## Några Wolseley-modeller
- 1896 Wolseley Tricycle
- 1902 Wolseley 10 hp
- 1927 Wolseley 16/45 Viper
- 1931 Wolseley Hornet
- 1936 Wolseley 18 hp
- 1948 Wolseley 4/50
- 1948 Wolseley 6/80
- 1952 Wolseley 4/44
- 1954 Wolseley 6/90
- 1957 Wolseley 1500
- 1959 Wolseley 15/60
- 1959 Wolseley 6/99
- 1961 Wolseley Hornet
- 1965 Wolseley 1100
- 1967 Wolseley 18/85
- 1975 Wolseley Saloon